# Natalie Martinez
Pour les articles homonymes, voir Martinez.
Natalie Martinez est une actrice américaine d'origine cubaine, née le 12 juillet 1984 à Miami.

## Biographie
Elle est née à Miami en Floride, elle a des origines cubaines. Elle est diplômée en 2002 de la St. Brendan High School.
Elle s'est fait connaître avec le rôle de Michelle Miller dans le feuilleton télévisé Fashion House en 2006. Entre 2013 et 2014, elle a interprété le rôle de Linda Esquivel dans la série télévisée Under The Dome.

## Filmographie

### Cinéma
- 2008 : Course à la mort (Death Race) : Case
- 2012 : End of Watch : Gabby
- 2012 : The Baytown Outlaws : Les Hors-la-loi (The Baytown Outlaws) : Ariana
- 2012 : Broken City : Natalie Barrow
- 2015 : Renaissances (Self/less) : Madeline "Maddie" Hale
- 2017 : Message from the King de Fabrice Du Welz : Trish
- 2018 : UglyDolls : Meghan
- 2019 : Battle at Big Rock (court métrage) : Mariana
- 2021 : Reminiscence de Lisa Joy : Avery Castillo
- 2021 : Wendell and Wild de Henry Selick (voix)

### Télévision

#### Téléfilms
- 2012 : Widow détective : Maya Davis
- 2015 : Warrior de Phillip Noyce : Kai Forrester

#### Séries télévisées
- 2006 : Fashion House : Michelle Miller (55 épisodes)
- 2007 : Saints & Sinners : Pilar Martin (62 épisodes)
- 2010 : Sons of Tucson : Maggie Morales (2 épisodes)
- 2010 : Jack Wilder et la Mystérieuse Cité d'or (The Search for El Dorado) : Maria Martinez (2 épisodes)
- 2010 : Detroit 1-8-7 : inspecteur Ariana Sanchez (18 épisodes)
- 2012 : Les Experts : Manhattan : détective Jamie Lovato (12 épisodes)
- 2013-2014 : Under the Dome : Shérif adjointe Linda Esquivel (14 épisodes)
- 2014 : Matador : Salma (1 épisode)
- 2015 : Secrets and Lies : Jessica "Jess" Murphy (10 épisodes)
- 2015-2017 : Kingdom : Alicia Mendez (20 épisodes)
- 2016 : Une nuit en enfer : Amaru (2 épisodes)
- 2017 : A.P.B. : détective Teresa Murphy (12 épisodes)
- 2018 : Into the Dark : Jennifer Robins (1 épisode)
- 2018 : The Crossing : Reece (11 épisodes)
- 2019 : The I-Land : Chase
- 2020 : The Twilight Zone : La quatrième dimension : Ana (saison 2, épisode 8)
- 2020 : Le Fléau : Dayna Jurgen[3]
- 2024 : Bad Monkey : Rosa Campesino

### Clips musicaux
- Justin Timberlake - Señorita
- Sean Paul - We Be Burnin'
- Amr Diab - Ne'oul Aih
- Wisin y Yandel - Yo Te Quiero
- Pitbull featuring Marc Anthony - Rain Over Me

## Voix françaises
| - Élisabeth Ventura dans : (les séries télévisées) - Detroit 1-8-7 - Secrets and Lies - Les Experts : Manhattan - Marcha van Boven dans : - Jack Wilder et la Mystérieuse Cité d'or - Message from the King - Ingrid Donnadieu dans : (les séries télévisées) - Under the Dome - The Stand - Marie Tirmont dans : (les séries télévisées) - APB : Alerte d'urgence - The I-Land | Et aussi - Anne-Charlotte Piau dans The Baytown Outlaws - Odile Schmitt dans End of Watch - Olivia Dalric dans Broken City - Caroline Anglade dans Les Experts : Manhattan (série télévisée) - Laurence Sacquet dans Fashion House (série télévisée) - Maëva Pasquali dans Kingdom (série télévisée) - Anaïs Delva dans Reminiscence - Julia Vaidis-Bogard dans Bad Monkey (série télévisée) |